# 李芳 (明朝宦官)
李芳（？年—？年），明朝隆庆时期的內官監掌印太监。

## 生平
李芳在明穆宗時擔任內官監太監。明穆宗剛剛即位，他以能秉持正見獲得寵信。徐杲在明世宗嘉靖年間任工部尚書，修盧溝橋，貪污以萬計。下屬冒太僕少卿、苑馬卿以下職銜的以百計。
隆慶元年（1567年）二月，他彈劾徐杲，徐杲被削官下獄，他任用的冒官冗員都被淘汰。一些宦官就記恨他，後來他又彈劾司禮監滕祥、孟沖揮霍，穆宗不悅。滕祥又陷害李芳，明穆宗將李芳免職閑住。隆慶二年（1568年）十一月，李芳被杖八十，下刑部監禁待決。隆慶四年（1570年）李芳被寬釋，充南京凈軍。

## 影视形象
《大明王朝1566》中的吕芳即是以李芳为原型，由徐光明饰演。

## 传記資料
- 《明史》 宦官列传